# 平井頼母
平井 頼母（ひらい たのも）は、戦国時代から安土桃山時代にかけての武将。美濃国土岐郡高山城主。

## 出自
甲斐平井氏は、甲斐源氏の武田氏の庶流で、甲斐国八代郡上平井村（現在の山梨県笛吹市石和町上平井）を発祥とする一族である。
光行・頼母父子は、信濃国諏訪郡境村に移住した後、伊那郡に転住した平井家・平井出家の系統で、家紋は三ッ花菱・三ッ梶葉に鷹羽の打違い・三ッ柏を使用した平井氏の支流と思われる。

## 経歴
天文21年（1552年）美濃高山城主の高山光俊(伊賀守)が没したが、子が無かったため後継する城主が居ない状態となった。
早速、美濃国可児郡御嵩城主の小栗重則(信濃守)が高山城を攻めて占領しようとした。
そのことを知った肥田民部から岩村城主の遠山景前に連絡があったので、景前は甲斐の武田信玄に早馬を送り相談した。
信玄は平井頼母と後藤庄助を大将として、遠山三郎兵衛・遠山左衛門佐・遠山景行・小里光忠(出羽守)・その子の小里光明(内作)・小里助左衛門・小里右衛門太郎らを高山城へ向かわせた。
小栗重則(信濃守)も千人余で大富山に陣を取り川端に押し寄せた。
平井・後藤・遠山・小里らは浅野村に陣を取り川を隔てて矢を射かけた。
小栗は川を渡って戦い高山城に迫ったが小里親子と遠山景行の30余騎が馬上から鑓を執って真直ぐに進むと小栗勢が敗北したので川を越えて追った。
大富山の下で小里出羽守が小栗の長臣を討取ると小栗は引き返したので、肥田村の天福寺の高根で70余りの首実検を行った。
その後、逆に御嵩城は囲まれ落城し小栗重則は自害したという。その結果、御嵩城までが武田氏の勢力下に入ったが、後藤庄助は討死した。
弘治2年(1556年)　平井光行・頼母父子は武田信玄に高山城を与えられ城主となった。
元亀元年(1570年)　秋山虎繁が率いる武田勢が、美濃恵那郡の上村に侵入し、奥三河へ進もうとした際に、父の平井光行は遠山・徳川方として上村合戦に参戦したが敗北し、武田方の捕虜となったとの言い伝えがあるが、その後の消息が不明なため、裏切り者として処刑された可能性が高いと考えられる。
天正2年(1574年)2月2日、武田勝頼の軍勢が高山城を攻めた際には、兵700人にて守備したが落城し頼母は逃亡した。
天正3年(1575年)　織田信長は、武田勢が占領した岩村城からの防衛のため、高山城に森長可を差し置き、頼母は兵700余人で備えた。
天正3年(1575年)と共に森長可の組下として高遠城を攻めた。この時の鰐口が、長野県伊那市高遠町の遠照寺に残っている。
天正8年(1580年)　頼母は次女の松姫を苗木城主の遠山友政に嫁がせた。
天正10年（1582年）6月、本能寺の変が勃発して織田信長が死去すると、頼母・遠山友政・肥田玄蕃・木曽義昌らは、森長可の剛勇を恐れて、川中島からの帰路に木曽福島にて待ち伏せし、二陣は中津川にて討取することを謀議したが失敗した。
天正11年(1583年)1月　森長可は豊前市之丞を将として200人の軍勢を土岐郡に侵攻させた。平井頼母は、森長可に叛いてもよくないであろうと考え、塞ノ神峠まで出て待ち受けていた。森長可の軍勢が攻めてくると旗を巻き兜を脱いで降伏した。頼母は金山城へ赴き、森長可の組下となり、高山与力衆は忠誠を誓い、高山城を修理して明け渡した。
またこの件については異説がある。
森長可は平井頼母を招いても応じなかったため、久々利城主の高木与一郎に計略を授け、平井頼母に和睦を進めるからと招き、兵30人で急襲し、頼母と家老の土本某、郎党達は討たれた。
嫡男の岡之助は妻の間野と子供一人と伴に、土合の里に身を隠したが、居場所を訴えた者があり討取られた。妻子は尾張品野へ落ち延びた。というものである。
天正12年(1584年)3月　小牧・長久手の戦いが勃発し、子の源之進・長太夫・十平と高山与力衆の兵士が出陣したが、十平は討死。森長可は戦死したため、高山城は徳川氏家臣の石川数正に攻められ頼母は逃れ城と領地を失った。
その後豊臣秀吉と織田信雄の和睦により、高山城は森忠政が取り戻し、森氏家老の林為忠が城代となった。
天正13年(1585年)3月29日没。岐阜県恵那市明智町吉良見に墓があり、現在も地元の旧家により供養されている。遺品として短槍が残されている。この地は盟友であった明知遠山氏の遠山利景の領地である。
林為忠により謀殺されたのではないかという説がある。
天正19年(1591年)頃に、土岐氏庶流の肥田惣右衛門は後継が居なかったため、尾張品野(愛知県瀬戸市)の永井家が養っていた頼母の末子の助五郎を養子に迎えたが、その際に惣右衛門も平井に改姓した。現在も岐阜県土岐市に子孫が在住している。